# Dead (musikalbum av Obituary)
Dead är det amerikanska death metal-bandet Obituarys första livealbum, utgivet 1998 av skivbolaget Roadrunner Records.

## Låtlista
1. "Download" – 3:00
2. "Chopped in Half" – 0:46
3. "Turned inside Out" – 5:03
4. "Threatening Skies" – 2:28
5. "By the Light" – 3:01
6. "Dying" – 4:36
7. "Cause of Death" – 5:43
8. "I'm in Pain" – 4:54
9. "Rewind" – 4:04
10. "'Til Death" – 4:25
11. "Kill for Me" – 2:35
12. "Don't Care" – 3:09
13. "Platonic Disease" – 4:05
14. "Back from the Dead" – 5:55
15. "Final Thoughts" – 4:02
16. "Slowly We Rot" – 5:06

- Text och musik: Obituary (spår 1, 4, 5, 11–1–5), Obituary/Trevor Peres (spår 6), Trevor Peres/John Tardy/Donald Tardy (spår 2, 3, 8), Obituary/John Tardy (10, 16), Trevor Peres/John Tardy/Allen West (spår 7), Klavinger (spår 8)

## Medverkande
Musiker (Obituary-medlemmar)
- John Tardy – sång
- Allen West – sologitarr
- Trevor Peres – rytmgitarr
- Frank Watkins – basgitarr
- Donald Tardy – trummor

Produktion
- Obituary – producent, ljudmix
- Steven Remote – producent, ljudtekniker
- Andy Sneap – ljudmix
- Chris Gehringer – mastering
- Trevor Peres – omslagsdesign, omslagskonst
- Deborah Celecia – foto
- Frank White  – foto